# إيلودي النقاش
نهلة إيلودي النقاش (مواليد 20 يناير 1995)، والمعروفة باسم إيلودي النقاش هي لاعبة كرة قدم مغربية محترفة تلعب كلاعبة خط وسط لنادي الأهلي في الدوري السعودي الممتاز للسيدات، والمنتخب المغربي.

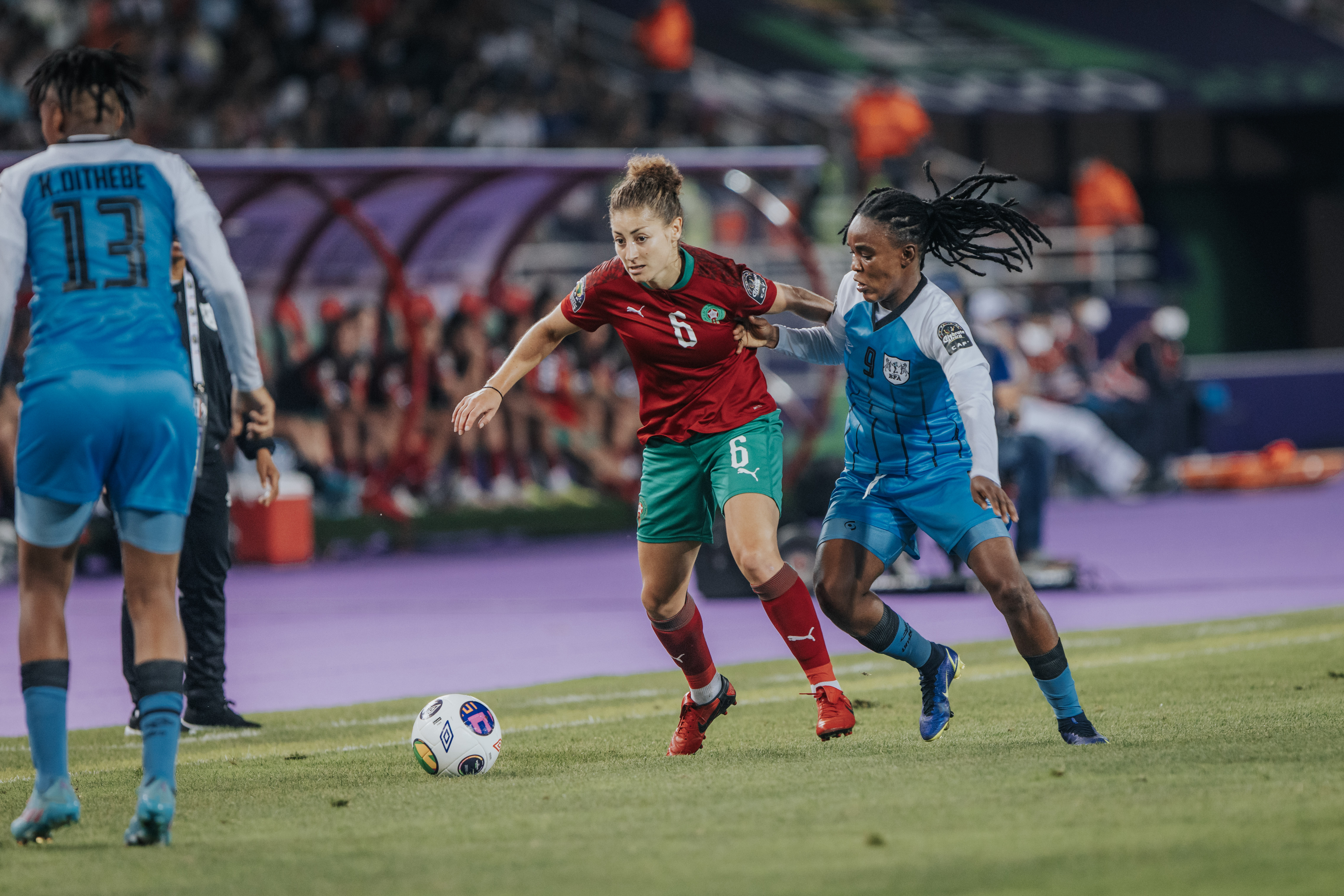

## الإنجازات
سيرفيت
- الدوري السويسري الممتاز : 2023–24
- كأس سويسرا : 2022–23، 2023–24

 الأهلي
- كأس الاتحاد السعودي : 2024–25

 المغرب
- كأس أفريقيا للسيدات الوصيف: 2022
- بطولة مالطا الدولية : 2022

## روابط خارجية
- إيلودي النقاش على موقع إي إس بي إن إف سي (الإنجليزية)
- إيلودي النقاش على موقع قاعدة بيانات كرة القدم.إي يو (الإنجليزية)
- إيلودي النقاش على موقع Soccerway.com (الإنجليزية)
- إيلودي النقاش على موقع عالم كرة القدم.نت (الإنجليزية)